# Método de Runge-Kutta
Em análise numérica, os métodos de Runge–Kutta formam uma família importante de metódos iterativos implícitos e explícitos para a resolução numérica (aproximação) de soluções de equações diferenciais ordinárias. Estas técnicas foram desenvolvidas por volta de 1900 pelos matemáticos C. Runge e M.W. Kutta.
Veja o artigo sobre métodos numéricos para equações diferenciais ordinárias para maior entendimento e para outros métodos. Veja ainda a lista de métodos Runge-Kutta.
Trata-se de um método por etapas que tem a seguinte expressão genérica:
{\displaystyle u^{n+1}=u^{n}+\Delta t\sum _{i=1}^{e}b_{i}k_{i},}
onde
{\displaystyle k_{i}=F(u^{n}+\Delta t\sum _{j=i}^{e}a_{ij}k_{j};t_{n}+c_{i}\Delta t)} {\displaystyle i=1,...,e}
com {\displaystyle a_{ij},b_{i},c_{i}} constantes próprias do esquema numérico.
Os esquemas Runge-Kutta podem ser explícitos ou implícitos dependendo das constantes {\displaystyle a_{ij}} do esquema. Se esta matriz é triangular inferior com todos os elementos da diagonal principal iguais a zero; quer dizer, {\displaystyle a_{ij}=0} para  {\displaystyle j=i,...,e,} os esquemas são explícitos.
O método de runge-kutta é muitas vezes confundido com o metodo "predictor-corrector"sendo este o resultado da junção do método dos trapézios e do método de Euler.

## O método Runge–Kutta clássico de quarta ordem
Um membro da família de métodos Runge–Kutta é usado com tanta frequência que costuma receber o nome de "RK4" ou  simplesmente "o método Runge–Kutta".
Seja um problema de valor inicial (PVI) especificado como segue:
{\displaystyle y'=f(t,y),\quad y(t_{0})=y_{0}.}
Então o método RK4 para este problema é dado pelas seguintes equações:
{\displaystyle {\begin{aligned}y_{n+1}&=y_{n}+{h \over 6}\left(k_{1}+2k_{2}+2k_{3}+k_{4}\right)\\t_{n+1}&=t_{n}+h\\\end{aligned}}}
onde {\displaystyle y_{n+1}} é a aproximação por RK4 de {\displaystyle y(t_{n+1}),} e
{\displaystyle {\begin{aligned}k_{1}&=f\left(t_{n},y_{n}\right)\\k_{2}&=f\left(t_{n}+{h \over 2},y_{n}+{h \over 2}k_{1}\right)\\k_{3}&=f\left(t_{n}+{h \over 2},y_{n}+{h \over 2}k_{2}\right)\\k_{4}&=f\left(t_{n}+h,y_{n}+hk_{3}\right)\\\end{aligned}}}
Então, o próximo valor (yn+1) é determinado pelo valor atual (yn) somado com o produto do tamanho do intervalo (h) e uma inclinação estimada. A inclinação é uma média ponderada de inclinações:
- k1 é a inclinação no início do intervalo;
- k2 é a inclinação no ponto médio do intervalo, usando a inclinação k1 para determinar o valor de y no ponto tn + h/2 através do método de Euler;
- k3 é novamente a inclinação no ponto médio do intervalo, mas agora usando a inclinação k2 para determinar o valor de y;
- k4 é a inclinação no final do intervalo, com seu valor y determinado usando k3.

Ao fazer a média das quatro inclinações, um peso maior é dado para as inclinações no ponto médio:
{\displaystyle {\mbox{inclinação}}={\frac {k_{1}+2k_{2}+2k_{3}+k_{4}}{6}}.}
O método RK4 é um método de quarta ordem, significando que o erro por passo é da ordem de h5, enquanto o erro total acumulado tem ordem h4.
Note que as fórmulas acima são válidas tanto para funções escalares quanto para funções vetoriais (ou seja, quando y pode ser um vetor e {\displaystyle f} um operador). Por exemplo, pode-se integrar a equação de Schrödinger usando o operador Hamiltoniano como função {\displaystyle f.}

## Métodos Runge–Kutta explícitos
A família de métodos Runge–Kutta explícitos é uma generalização do método RK4 mencionado acima.
Ela é dada por
{\displaystyle y_{n+1}=y_{n}+h\sum _{i=1}^{s}b_{i}k_{i},}
onde
{\displaystyle k_{1}=f(t_{n},y_{n}),}
{\displaystyle k_{2}=f(t_{n}+c_{2}h,y_{n}+a_{21}hk_{1}),}
{\displaystyle k_{3}=f(t_{n}+c_{3}h,y_{n}+a_{31}hk_{1}+a_{32}hk_{2}),}
{\displaystyle \vdots }
{\displaystyle k_{s}=f(t_{n}+c_{s}h,y_{n}+a_{s1}hk_{1}+a_{s2}hk_{2}+\cdots +a_{s,s-1}hk_{s-1}).}
(Nota: as equações acima têm definições diferentes em diferentes textos, apesar de equivalentes).
Para especificar um método em particular, é necessário fornecer o inteiro s (número de estágios), e os coeficiêntes aij (para 1 ≤ j <i ≤ s), bi (para i = 1, 2, ..., s) e ci (para i = 2, 3, ..., s). Esses dados são geralmente dispostos de forma mnemônica, conhecida como matriz de Butcher (de John Charles Butcher):
|  | 0                       |                         |                        |                         |                           |                       |
|  | {\displaystyle c_{2}}   | {\displaystyle a_{21}}  |                        |                         |                           |                       |
|  | {\displaystyle c_{3}}   | {\displaystyle a_{31}}  | {\displaystyle a_{32}} |                         |                           |                       |
|  | {\displaystyle \vdots } | {\displaystyle \vdots } |                        | {\displaystyle \ddots } |                           |                       |
|  | {\displaystyle c_{s}}   | {\displaystyle a_{s1}}  | {\displaystyle a_{s2}} | {\displaystyle \cdots } | {\displaystyle a_{s,s-1}} |                       |
|  |                         | {\displaystyle b_{1}}   | {\displaystyle b_{2}}  | {\displaystyle \cdots } | {\displaystyle b_{s-1}}   | {\displaystyle b_{s}} |

O método Runge–Kutta é consistente se
{\displaystyle \sum _{j=1}^{i-1}a_{ij}=c_{i}\ \mathrm {para} \ i=2,\ldots ,s.}
Existem ainda exigências extras se for imposto que o método tenha certa ordem p, significando que o erro de truncamento é O(hp+1). Tais condições podem ser deduzida da própria definição de erro de truncamento. Por exemplo, um método de 2 estágios tem ordem 2 se b1 + b2 = 1, b2c2 = 1/2, e b2a21 = 1/2.

### Exemplos
O método RK4 se enquadra nesta categoria. Seu tableau é:
|  | 0   |     |     |     |     |
|  | 1/2 | 1/2 |     |     |     |
|  | 1/2 | 0   | 1/2 |     |     |
|  | 1   | 0   | 0   | 1   |     |
|  |     | 1/6 | 1/3 | 1/3 | 1/6 |

No entanto, o método Runge–Kutta mais simples é o (forward) Euler, dado pela fórmula {\displaystyle y_{n+1}=y_{n}+hf(t_{n},y_{n}).} Este é o único método Runge–Kutta explícito de um estágio que é consistente. A tableau correspondente é:
|  | 0 |   |
|  |   | 1 |

Um exemplo de um método de segunda ordem com dois estágios é o método do ponto médio (midpoint method, em inglês)
{\displaystyle y_{n+1}=y_{n}+hf\left(t_{n}+{\frac {h}{2}},y_{n}+{\frac {h}{2}}f(t_{n},y_{n})\right).}
A tableau correspondente é:
|  | 0   |     |   |
|  | 1/2 | 1/2 |   |
|  |     | 0   | 1 |

Note que este método do 'ponto médio' não é o método RK2 ótimo. Uma alternativa é fornecida pelo método de Heun, onde os 1/2's da tableau acima são simplesmente substituídos por 1's. Caso se queira minimizar o erro de truncamento, o método abaixo deve ser utilizado (Atkinson p. 423). Outros métodos importantes são Fehlberg, Cash-Karp e Dormand-Prince. Leia ainda, o artigo sobre tamanho de passo Adaptativo.

## Uso
O que segue é um exemplo de uso de um método Runge–Kutta explícito de dois estágios:
|  | 0   |     |     |
|  | 2/3 | 2/3 |     |
|  |     | 1/4 | 3/4 |

para resolver o problema de valor inicial
{\displaystyle y'=(\tan {y})+1,\quad y(1)=1,\ t\in [1,1.1]}
com tamanho de passo h=0.025.
A tableau acima gera as seguintes equações equivalentes que definem o método:
{\displaystyle k_{1}=y_{n}}
{\displaystyle k_{2}=y_{n}+2/3hf(t_{n},k_{1})}
{\displaystyle y_{n+1}=y_{n}+h(1/4f(t_{n},k_{1})+3/4f(t_{n}+2/3h,k_{2}))}
| {\displaystyle t_{0}=1}     |                                                                                       |                                            |                                                            |
|                             | {\displaystyle y_{0}=1}                                                               |                                            |                                                            |
| {\displaystyle t_{1}=1.025} |                                                                                       |                                            |                                                            |
|                             | {\displaystyle k_{1}=y_{0}=1}                                                         | {\displaystyle f(t_{0},k_{1})=2.557407725} | {\displaystyle k_{2}=y_{0}+2/3hf(t_{0},k_{1})=1.042623462} |
|                             | {\displaystyle y_{1}=y_{0}+h(1/4*f(t_{0},k_{1})+3/4*f(t_{0}+2/3h,k_{2}))=1.066869388} |                                            |                                                            |
| {\displaystyle t_{2}=1.05}  |                                                                                       |                                            |                                                            |
|                             | {\displaystyle k_{1}=y_{1}=1.066869388}                                               | {\displaystyle f(t_{1},k_{1})=2.813524695} | {\displaystyle k_{2}=y_{1}+2/3hf(t_{1},k_{1})=1.113761467} |
|                             | {\displaystyle y_{2}=y_{1}+h(1/4*f(t_{1},k_{1})+3/4*f(t_{1}+2/3h,k_{2}))=1.141332181} |                                            |                                                            |
| {\displaystyle t_{3}=1.075} |                                                                                       |                                            |                                                            |
|                             | {\displaystyle k_{1}=y_{2}=1.141332181}                                               | {\displaystyle f(t_{2},k_{1})=3.183536647} | {\displaystyle k_{2}=y_{2}+2/3hf(t_{2},k_{1})=1.194391125} |
|                             | {\displaystyle y_{3}=y_{2}+h(1/4*f(t_{2},k_{1})+3/4*f(t_{2}+2/3h,k_{2}))=1.227417567} |                                            |                                                            |
| {\displaystyle t_{4}=1.1}   |                                                                                       |                                            |                                                            |
|                             | {\displaystyle k_{1}=y_{3}=1.227417567}                                               | {\displaystyle f(t_{3},k_{1})=3.796866512} | {\displaystyle k_{2}=y_{3}+2/3hf(t_{3},k_{1})=1.290698676} |
|                             | {\displaystyle y_{4}=y_{3}+h(1/4*f(t_{3},k_{1})+3/4*f(t_{3}+2/3h,k_{2}))=1.335079087} |                                            |                                                            |

As soluções numéricas correspondem aos valores sublinhados. Note que {\displaystyle f(t_{i},k_{1})} foi calculado evitando refazer os cálculos em {\displaystyle y_{i}}s.